# Петр Цвєтанов Іванов
Петр Цвєтанов Іванов (болг. Иванов, Петър Цветанов; 1937, Самоков) — болгарський дипломат. Тимчасово повірений у справах Болгарії в Україні (1991).

## Життєпис
Народився у 1937 році в Самокові. Закінчив економічний факультет Вищий економічний інститут імені Карла Маркса в Софії.
У 1991 році — Тимчасово повірений у справах Болгарії в Україні.
У 1996 році — Тимчасово повірений у справах Болгарії в Монголії
У 1997—1999 рр. — Тимчасово повірений у справах Болгарії в Казахстані та в Киргизстані за сумісництвом.